# Catherine Ebser
Catherine Ebser (* 22. Juli 1982 in Klagenfurt) ist eine österreichische Fotografin, Künstlerin und Grafikdesignerin. Bekannt wurde sie vor allem durch ihr Fotoprojekt „Altmodisch“, das im Rahmen der Kulturhauptstadt Salzkammergut 2024 unter dem Titel „Åhnlroas“ großflächige öffentliche Ausstellungen erfuhr. Ihre Arbeiten thematisieren das Altern, Sichtbarkeit im Alter und die Würde älterer Menschen in der Gesellschaft.

## Leben und Ausbildung
Sie wuchs in Bad Ischl auf und besuchte das Bundesrealgymnasium sowie später die HTL Leonding in Linz mit Schwerpunkt EDV & Organisation. Nach ihrer Matura studierte sie Kunstgeschichte an der Universität Wien. Weitere Ausbildungen folgten an der Werbeakademie Wien (Diplom in Grafikdesign), beim Wirtschaftsförderungsinstitut der WKW (Diplom Pressefotografie) sowie in der Meisterklasse Fotografie (2023–2024).
Nach verschiedenen Stationen als Grafikdesignerin, Art-Direktorin und Produktionsleiterin in Werbeagenturen und Medienhäusern, arbeitete Ebser unter anderem für MEDahead, das Magazin Cercle Diplomatique, die Agentur Happy&Ness, Pierre Lang GmbH und Fotograf Gerry Frank. Ihre berufliche Entwicklung ist geprägt durch eine starke Verbindung von visuellem Design und konzeptueller Fotografie.
Ebsers zentrales Projekt trägt den Namen „Altmodisch – Seniorenfotografie“, das seit 2016 durch zahlreiche Ausstellungen, Kalenderprojekte und Wandergalerien stetig weiterentwickelt wurde. Ziel ist es, älteren Menschen eine Bühne zu geben und Stereotype über das Alter aufzubrechen. Ihr Stil gilt als respektvoll, einfühlsam und ästhetisch anspruchsvoll. „Jedes Gesicht erzählt eine Geschichte, jede Falte zeugt von gelebtem Leben“, beschreibt Ebser ihre Herangehensweise.
Im Rahmen der Kulturhauptstadt Europas 2024 wurde „Altmodisch“ unter dem Titel „Åhnlroas – Alt:Neu:Modisch“ zu einem großflächigen Kunstprojekt mit Ausstellungen an zahlreichen Standorten in Oberösterreich und der Steiermark. Die Porträts älterer Menschen wurden im öffentlichen Raum gezeigt – etwa in Parks, Pflegeheimen und auf Straßen – und erreichten dadurch eine breite Öffentlichkeit.
„Åhnlroas“ ist eines der wenigen Projekte der Kulturhauptstadt, das über das Jahr 2024 hinaus fortgesetzt wurde, was als Zeichen seiner nachhaltigen Relevanz gewertet wird. Die Ausstellung wurde unter anderem auch in Südkorea und den USA rezipiert.
Catherine Ebser lebt in Wien und Bad Ischl, arbeitet aber im Rahmen ihrer Ausstellungen und Fotoprojekte österreichweit.

## Stil
Ebsers Fotografie ist geprägt von Würde, Zärtlichkeit und Respekt vor dem Alter. Ihre Bilder sind dokumentarisch und gleichzeitig emotional aufgeladen. Sie schaffen „zeitlose Erinnerungen“, die das Selbstbild der Porträtierten stärken und den öffentlichen Blick auf das Altern verändern.
Zugleich zeigen ihre Arbeiten eine deutliche Freude an kreativer Freiheit, Humor und inszenierter Extravaganz. Viele Porträts spielen mit ungewöhnlichen Requisiten, Farben oder Kleidungsstilen und unterstreichen den Gedanken, dass Altern auch Ausdruck von Persönlichkeit und Lebensfreude sein kann.

## Ausstellungen (Auswahl)
- 2024: Åhnlroas – Bad Ischl, Bad Aussee, Laakirchen, Vorchdorf, Bad Goisern u. a.
- 2022: Altmodisch – Gemeindeamt Bad Ischl, Vorschau Kulturhauptstadt
- 2021: „Old Hollywood“ – Lehartheater Bad Ischl
- 2018–2019: Träume leben – Tageszentren FSW, Portraits Max-Winter-Platz
- seit 2016: Wanderausstellung „Altmodisch“ – u. a. Wien, Gmunden, Haus St. Josef